# Elektrická viola

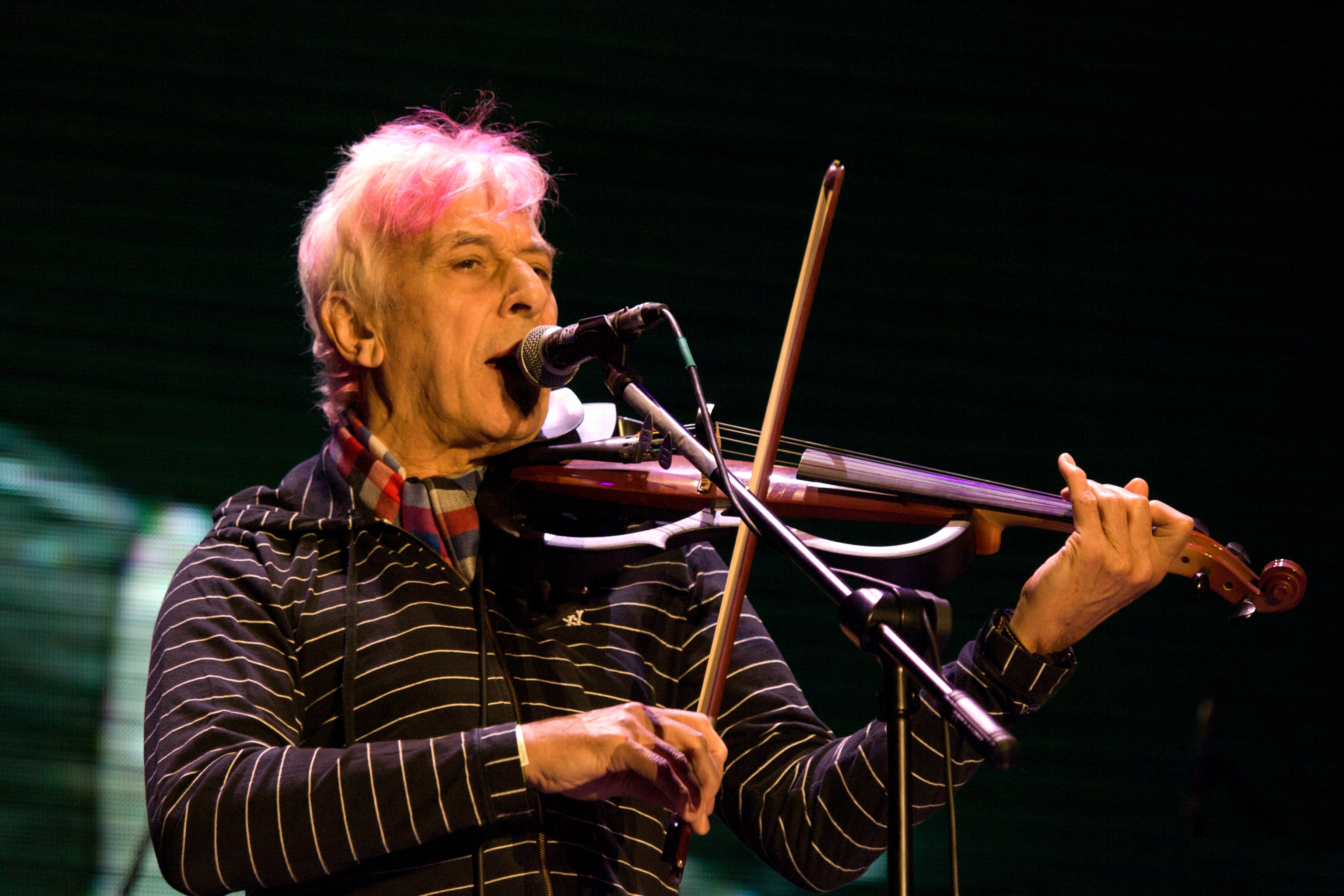
John Cale hrající na elektrickou violu (2010)

Elektrická viola je druh violy, strunného smyčcového hudebního nástroje. Elektromagnetické snímače převádějí chvění strun na elektrický proud, který je veden z violy do zesilovače. Historie elektrických viol sahá do roku 1924, kdy s nimi přišel Lloyd Loar. Společnost Gibson jej však odmítla a on pokračoval ve vlastních experimentech. Elektrická viola se používá převážně v populární hudbě. Jedním z nejznámějších hudebníků používajících tento nástroj je Velšan John Cale. Ten na elektrifikovanou violu hrál již v šedesátých letech ve skupině The Velvet Underground a i samostatně, kdy vytvářel drone hudbu.